# Tonasket (Washington)
Tonasket es una ciudad ubicada en el condado de Okanogan en el estado estadounidense de Washington. En el año 2000 tenía una población de 994 habitantes y una densidad poblacional de 596,4 personas por km².

## Geografía
Tonasket se encuentra ubicada en las coordenadas 48°42′20″N 119°26′19″O / 48.70556, -119.43861.

## Demografía
Según la Oficina del Censo en 2000 los ingresos medios por hogar en la localidad eran de $23.523, y los ingresos medios por familia eran $28.393. Los hombres tenían unos ingresos medios de $28.542 frente a los $22.250 para las mujeres. La renta per cápita para la localidad era de $13.293. Alrededor del 23,1% de la población estaban por debajo del umbral de pobreza.